# Pacios de la Sierra
Pacios de la Sierra (llamada oficialmente San Salvador de Pacios da Serra) es una parroquia y una aldea española del municipio de Quiroga, en la provincia de Lugo, Galicia.

## Organización territorial
La parroquia está formada por tres entidades de población:
- Leixazós
- Pacios da Serra
- Penasrubias (Penas Rubias)

## Demografía

### Parroquia
| Gráfica de evolución demográfica de Pacios de la Sierra (parroquia) entre 2000 y 2020 |
|                                                                                       |
| Datos según el nomenclátor publicado por el INE.                                      |

### Aldea
| Gráfica de evolución demográfica de Pacios da Serra (aldea) entre 2000 y 2020 |
|                                                                               |
| Datos según el nomenclátor publicado por el INE.                              |